# Winters (Kalifornija)
Winters je grad u američkoj saveznoj državi Kalifornija. Prema popisu stanovništva iz 2010. u njemu je živjelo 6.624 stanovnika.